# Cereus lanosus
Cereus lanosus là một loài thực vật có hoa trong họ Cactaceae. Loài này được (F.Ritter) P.J.Braun mô tả khoa học đầu tiên năm 1988.